# Jung Seong-bin
Jung Seong-bin (koreanisch 정성빈; * 12. Mai 2007 in Uijeongbu) ist ein südkoreanischer Fußballspieler.

## Karriere

### Verein
Jung begann seine Karriere in der Yongma Middle School. Zur Saison 2023 wechselte er in die Jugend von Ulsan Hyundai. Zur Saison 2025 wurde er bei Ulsan in den Kader der Profis befördert. Sein Profidebüt gab er anschließend im Februar 2025 in der AFC Champions League Elite gegen Buriram United.
Dies sollte sein einziger Einsatz für Ulsan bleiben, im Juni 2025 wechselte Jung leihweise zum österreichischen Zweitligisten FC Liefering.

### Nationalmannschaft
Jung spielte 2023 für die U-16- und U-17-Teams Südkoreas.